# 27239 O'Dorney
27239 O'Dorney è un asteroide della fascia principale. Scoperto nel 1999, presenta un'orbita caratterizzata da un semiasse maggiore pari a 2,2882221 au e da un'eccentricità di 0,1091005, inclinata di 5,96468° rispetto all'eclittica.
L'asteroide è dedicato allo studente statunitense Evan Michael O'Dorney.